# Championnat d'Europe de polo 2014
Navigation
Édition précédente
Le championnat d'Europe de polo 2014, dixième édition du championnat d'Europe de polo, a lieu en 2014 à Chantilly, en France. Il est remporté par l'Angleterre.